# Глэдуин, Гарольд
Гарольд Стерлинг Глэдвин, англ. Harold Sterling Gladwin (1883, Нью-Йорк — 1983) — американский археолог, антрополог и фондовый брокер. Как археолог, специализировался в доколумбовых культурах юго-запада США, раскопал Снейктаун.

## Молодость
Глэдвин родился в Нью-Йорке и в период 1908—1922 годов сделал успешную карьеру как фондовый брокер. В 1922 году Стерлинг принял решение переехать в Калифорнию, где он поступил на работу в Музей естественной истории Санта-Барбары; его интерес вызвали мутации бабочек. Вскоре, однако, он заинтересовался археологией индейцев и в 1924 году подружился с А. Киддером, признанным специалистом по археологии юго-запада США.

## Археологические исследования
Заинтересовавшись остатками индейской керамики и другим «культурным мусором», Глэдвин начал разрабатывать собственную теорию культуры Хохокам, участвуя одновременно (1927 г.) в раскопках поселения Каса-Гранде в Аризоне. Обнаружив, что артефакты местной хохокамской красной-на-коричневом (red-on-buff) керамики часто смешаны с образцами полихромной керамики Саладо, Глэдвин заинтересовался вопросом, почему два различных типа керамики встречаются вместе, при этом отсутствуют признаки конфликта между культурой Хохокам из бассейна реки Хила и культурой Саладо из бассейна реки Тонто. Раскопки Глэдвина освежили интерес к данной территории, почти забытой со времён последних раскопок Фрэнка Кашинга. В 1928 году Гарольд и его будущая жена Винифред основали Археологический фонд Хила-Пуэбло на территории археологической зоны, где они вдвоём вели раскопки руин древних пуэбло.
В 1951 году супруги подарили Хила-Пуэбло Аризонскому университету. До этого они провели раскопки ряда важных памятников юго-запада США, среди которых были: Снейктаун, Каса-Гранде, Флэгстэфф, Чако-Каньон и ряд других. В ходе раскопок они выработали собственный метод, когда при изучении археологических культур они сопоставлялись с современной лингвистической картой данной местности.

## Избранный список публикаций
- Gladwin, Harold S. and Winifred. «A Method for Designation of Cultures and Their Variation.» Medallion Papers. Lancaster Press, Inc., Lancaster, PA; 1934: pp. 1–10.
- Gladwin, Harold S. and Winifred. «A Method for Designation of Cultures and Their Variation.» Medallion Papers. Lancaster Press, Inc., Lancaster, PA; 1934: pp. 1–10.
- Gladwin, Harold S. and Winifred; Haury; and Sayles. «Excavations at Snaketown: Material Culture.» Medallion Papers. Gila Pueblo, Globe, Arizona; 1938: pp. 1–11.
- Gladwin, Harold Sterling. «Excavations at Snaketown: Reviews and Conclusions.» Medallion Papers. Gila Pueblo, Globe, Arizona; 1948: pp. 1–5.
- Gladwin, Harold Sterling. «Tree Ring Analysis: Problems of Dating.» Medallion Papers. Gila Pueblo, Globe, Arizona; 1946: pp. 1–21.
- Gladwin, Harold Sterling. «Tree Ring Analysis: Tree-rings and Droughts.» Medallion Papers. Gila Pueblo, Globe, Arizona; 1952: pp 1–33.
- Gladwin, Harold S. and Winifred. «The Eastern Range of the Red-On-Buff Culture.» Medallion Papers. Gila Pueblo, Globe, Arizona; 1935: pp. 1–277.
- Gladwin, Harold Sterling. «A Review and Analysis of the Flagstaff Culture.» Medallion Papers, Gila Pueblo, Globe, Arizona; 1943: pp. 1–69.
- Gladwin, Harold Sterling. Men Out of Asia. Whittlesey House, New York City; 1947: pp. vii-361.
- Gladwin, Harold S. and Winifred; Haury; and Sayles. «Excavations at Snaketown: Material Culture.» Medallion Papers. Gila Pueblo, Globe, Arizona; 1938: pp. 1–289.
- Gladwin, Harold Sterling. «The Chaco Branch Excavations at White Mound and in the Red Mesa Valley.» Medallion Papers. Gila Pueblo, Globe, Arizona; 1945: pp. 1–152.
- Gladwin, Harold Sterling. Men Out of Asia. Whittlesey House, New York City; 1947: pp. vii-361.